# Giuseppe Beviacqua
Giuseppe Beviacqua (ur. 28 października 1914 w Savonie, zm. 12 sierpnia 1999 tamże) – włoski lekkoatleta, długodystansowiec, wicemistrz Europy z 1938 z Paryża.
Wystąpił na igrzyskach olimpijskich w 1936 w Berlinie, gdzie zajął 11. miejsce w biegu na 10 000 metrów.
Zdobył srebrny medal w biegu na 10 000 metrów na mistrzostwach Europy w 1938 w Paryżu, za Ilmarim Salminenem z Finlandii, a przed Maxem Syringiem z Niemiec. Wystąpił również na tym dystansie na mistrzostwach Europy w 1946 w Oslo, ale nie ukończył biegu.
Był mistrzem Włoch w biegu na 5000 metrów w latach 1938-1943, w biegu na 10 000 metrów w latach 1936, 1937, 1942, 1943 i 1946–1948, w biegu przełajowym w 1949 i 1950 i w sztafecie 3 × 5000 metrów w 1936 i 1937. Był również mistrzem Wielkiej Brytanii (AAA) w biegu na 6 mil w 1938.
Beviacqua dwukrotnie poprawiał rekord Niemiec w biegu na 5000 metrów do wyniku 14:31,6 (13 września 1942 we Florencji) oraz trzykrotnie w biegu na 10 000 metrów do wyniku 30:27,4 (3 sierpnia 1940 w Sztokholmie).